# Dalophis
Dalophis – rodzaj morskich ryb węgorzokształtnych z rodziny żmijakowatych (Ophichthyidae).

## Rozmieszczenie geograficzne
Do rodzaju należą gatunki występujące w wodach wschodniego Oceanu Atlantyckiego i Morza Śródziemnego.

## Morfologia
Długość ciała do 150 cm; brak danych dotyczących masy ciała.

## Systematyka
Rodzaj zdefiniował w 1810 roku francusko-amerykański przyrodnik Constantine Samuel Rafinesque w publikacji własnego autorstwa poświęconej opisowi nowych rodzajów i nowych gatunków zwierząt i roślin żyjących na Sycylii. Gatunkiem typowym jest (późniejsze oznaczenie) S. imberbis.

### Etymologia
- Dalophis (Dalaphis): być może od Dalmacji, krainy historycznej w Chorwacji, Bośni i Hercegowinie oraz Czarnogórze na wschodnim wybrzeżu Morza Adriatyckiego; gr. οφις ophis, οφεως opheōs ‘wąż’[8].
- Pterurus: gr. πτερον pteron ‘skrzydło, płetwa’[9]; ουρα oura ‘ogon’[10]. Gatunek typowy (oznaczenie monotypowe): Pterurus flexuosus Rafinesque, 1810 (= Sphagebranchus imberbis Delaroche, 1809).
- Scytallurus: gr. σκυταλη skutalē ‘kij, laska’[11]; ουρα oura ‘ogon’[10]. Gatunek typowy (oznaczenie monotypowe): Sphagebranchus imberbis Delaroche, 1809.
- Pelia: etymologia niejasna, autor nie wyjaśnił znaczenia nazwy rodzajowej[5]. Gatunek typowy: Sphagebranchus cephalopeltis Bleeker, 1863.

### Podział systematyczny
Do rodzaju należą następujące gatunki:
- Dalophis boulengeri (Blache, Cadenat & Stauch, 1970)
- Dalophis cephalopeltis (Bleeker, 1863)
- Dalophis imberbis (Delaroche, 1809) – wężogon[13]
- Dalophis multidentatus Blache & Bauchot, 1972
- Dalophis obtusirostris Blache & Bauchot, 1972